# منگو، اوگاندا
منگو، اوگاندا (انگلیسی: Mengo, Uganda) تپه ای در بخش روباگا، کامپالا، پایتخت و بزرگ‌ترین شهر اوگاندا است. این نام برای محله روی آن تپه نیز صدق می‌کند.